# Gladys Lengwe
Gladys Lengwe est une arbitre zambienne de football née le 6 février 1978. Elle arbitre des matchs internationaux depuis 2002 et elle figure parmi les trois arbitres africaines lors de la Coupe du monde féminine 2015. Lengwe parle couramment l'anglais en plus de sa langue maternelle, le bemba.

## Carrière
En 2014, elle est quatrième arbitre lors de plusieurs matchs de la Coupe du monde U-17 féminine qui a lieu au Costa Rica. Cette année-là, elle arbitre la finale du Championnat d'Afrique de football féminin 2014 qui voit la victoire du Nigeria 2 à 0 contre le Cameroun. Elle est alors sélectionnée pour participer à l'Algarve Cup 2015 où elle arbitre deux matchs.
Avec Thérèse Neguel et Lidya Tafesse, elle figure parmi les trois arbitres africaines pour la Coupe du monde féminine de football 2015, où elle dirige le match de phase de groupe entre l'Allemagne et la Thaïlande, en tant qu'arbitre principal.
En 2018, elle est sélectionnée pour arbitrer certains matches dont le match pour la troisième place lors de la Coupe du monde féminine de football des moins de 20 ans.
Elle arbitre la finale de la Coupe d'Afrique des nations féminine de football 2018, et est retenue également comme arbitre pour la Coupe du monde féminine de football 2019.